# Josephine (canción de Chris Rea)
«Josephine» es una de las más populares y exitosas canciones del cantante británico Chris Rea, publicada en 1985 e incluida en el álbum Shamrock Diaries. Josephine fue escrita por Chris Rea para su hija, quien lleva el mismo nombre. Años más tarde, Rea volvería a grabar una canción similar, esta vez para su hija menor Julia, que fue lanzada en el álbum Espresso Logic de 1993.
«Josephine» es una canción que Rea ha regrabado muchas veces, existiendo seis versiones distintas. La versión semi-acústica publicada en el LP original fue reemplazada en ediciones posteriores de CD por la versión "disco", la cual es una editada de «Josephine (La Version Française)» conocida como «Josephine Extended French re-record». La versión original fue colocada más tarde en la edición francesa de The Best of Chris Rea (1998). Poco después de que Shamrock Diaries saliera a la venta, «Josephine» fue lanzada como sencillo en una versión de siete pulgadas que era completamente diferente, más "rockera". Esta versión volvió a aparecer en el álbum recopilatorio The Very Best of Chris Rea de 2001. El video original de la canción presenta esta versión, pero es aproximadamente veinte segundos más largo de principio. En 1988, otras dos versiones fueron grabadas y publicadas en el álbum New Light Through Old Windows. La versión de las ediciones europea y británica del álbum es sin dudas la más conocida, y también se incluyó en la recopilación de 1994 The Best of Chris Rea. Para la edición estadounidense del disco original se lanzó una versión diferente, más rápida y considerada la más rara de todas. Finalmente, durante 2008, otra regrabación fue publicada en el disco recopilatorio Fool (I You Think It's Over) - The Definitive Greatest Hits (lanzado en Alemania únicamente).
La canción gozó de popularidad en la escena de Balearic beat durante los años 1980.

## Lista de canciones
Sencillo de siete pulgadas (UK MAG 280)
1. «Josephine (Re-mix)» – 3:35
2. «Josephine (Album Version)» – 4:26
3. «Dancing Shoes» – 2:12